# 12 pravil za življenje
12 pravil za življenje: protistrup za kaos je knjiga samopomoči kanadskega kliničnega psihologa in profesorja psihologije Jordana Petersona iz leta 2018. Nudi življenjske nasvete v obliki esejev o etičnih načelih, psihologiji, mitologiji, religiji in osebnih anekdotah.
Knjiga je bila na prvem mestu prodajnih uspešnic v Kanadi, ZDA in Veliki Britaniji, prodali pa so jo v več kot treh milijonih izvodov po vsem svetu. Peterson je za promocijo knjige šel na svetovno turnejo, velike pozornosti pa je bil deležen predvsem po intervjuju za Channel 4 News. Kritiki so nasvete knjige in njen netipičen slog pohvalili, a so se nekateri obdregnili ob njegov slog pisanja. Knjiga je napisana v dostopnejšem slogu kot njegova prejšnja akademska knjiga iz 1999, Zemljevidi pomena: arhitektura verovanja.
Knjigo je v slovenščini izdala založba Družina. Prevedel jo je Niki Neubauer, spremno besedo pa napisal Žiga Turk. Nadaljevanje knjige, Onkraj reda: še 12 pravil za življenje, je Peterson objavil 2021.

## Ozadje
Petersonovo zanimanje za pisanje knjige je nastalo iz osebnega hobija odgovarjanja na vprašanja, objavljena na Quori. Eno takšnih je bilo: "Katere so najbolj dragocene stvari, ki bi jih moral vsak vedeti?". Nanj je Peterson odgovoril s 42 pravili, a ob tem omenil, ni napisan samo za druge ljudi, temveč predvsem zanj.

## 12 pravil
Knjiga je razdeljena na poglavja, pri čemer vsak naslov predstavlja eno od dvanajstih življenjskih pravil, ki je nadalje razloženo v eseju.
1. Stojte pokončno in z vzravnanimi rameni.
2. S seboj ravnajte kot z nekom, ki ste mu dolžni pomagati.
3. Za prijatelje izbirajte ljudi, ki vam želijo najboljše.
4. Primerjajte se s tem, kar ste bili včeraj, ne s tem, kar je nekdo drug danes.
5. Svojim otrokom ne dovolite narediti ničesar, zaradi česar bi jih imeli manj radi.
6. Spravite svoj dom popolnoma v red, preden kritizirate svet.
7. Delajte, kar je smiselno (ne, kar je prikladno).
8. Govorite resnico – ali vsaj ne lažite.
9. Domnevajte, da oseba, ki jo poslušate, morda ve nekaj, česar vi ne.
10. Bodite natančni, ko govorite.
11. Ne težite mulcem, ko rolkajo.
12. Pobožajte mačko, če jo srečate na ulici.

## Vsebina
Utemeljitvena ideja je, da je trpljenje vgrajeno v strukturo bivanja. Čeprav je to lahko nevzdržno, imajo ljudje možnost, da se umaknejo, kar je "samomorilna gesta", ali se z njim soočijo in ga presežejo. Vendar pa ima vsak človek v svetu kaosa in reda "temo", ki jih lahko spremeni v "pošasti" in s tem sposobne, da zadovoljijo svoje temne impulze v resničnih situacijah. Znanstveni poskusi, kot je Test nevidne gorile (en), kažejo, da je zaznavanje prilagojeno ciljem, zaradi česar je bolje iskati smisel kakor srečo. Peterson ugotavlja:
Enostavno si je misliti, da je smisel življenja sreča, a kaj se zgodi, ko si nesrečen? Sreča je odličen stranski učinek. Ko pride, jo hvaležno sprejmite. Toda minljiva je nepredvidljiva. Ni nekaj, k čemur bi stremeli – ker ni cilj sam po sebi. Če je sreča smisel življenja, kaj se zgodi, ko si nesrečen? Potem si zguba.
Knjiga izpostavlja misel, da smo ljudje rojeni s čutom za etično in smisel. Zato bi morali prevzeti odgovornost za iskanje smisla, ki mora biti nad osebnimi interesi. Takšen razmislek se odraža tako v sodobnih zgodbah, kot so Ostržek, Levji kralj in Harry Potter, kot v Svetem pismu. Stati pokončno in z vzravnanimi rameni (prvo pravilo) pomeni sprejeti težko odgovornost življenja, žrtvovati se, da bi lahko usmerjali svoje življenje na način, ki presega plehke zadovoljitve, naj bodo naravne ali perverzne.